# Marie-Hélène Descamps
Marie-Hélène Descamps (ur. 5 lipca 1938 w Monts, zm. 2 sierpnia 2020) – francuska polityk, dziennikarka, eurodeputowana w latach 2002–2009. Odznaczona Legią Honorową V klasy.

## Życiorys
Absolwentka szkoły filmowej Institut des Hautes Études Cinématographiques w Paryżu. Pracowała jako asystent reżysera, wykładowca w wyższej szkole dziennikarstwa w Lille, dziennikarka i redaktor magazynów „Télé 7 Jours” oraz „Marie Claire”.
Od lat 70. zaangażowana w działalność polityczną. Była doradcą ministra i deputowanego Michela d’Ornano. W latach 80. prezydent Valéry Giscard d’Estaing powierzył jej stanowisko sekretarza prasowego. Marie-Hélène Descamps działała w Unię na rzecz Demokracji Francuskiej, kierowała służbami prasowymi tego ugrupowania.
W 2002 objęła wakujący mandat deputowanego do Europarlamentu. W wyborach w 2004 uzyskała reelekcję z listy Unii na rzecz Ruchu Ludowego. Wchodziła w skład grupy EPP-ED, a także Komisji Kultury i Edukacji. W 2009 nie kandydowała na kolejną kadencję.
Jej mąż Jean-Jacques Descamps był posłem do Zgromadzenia Narodowego, a także sekretarzem stanu we francuskim gabinecie.